# 上海国际港务
上海國際港務（集團）股份有限公司 (上交所：600018)，簡稱上港集團、SIPG，是中國大陸最大的港口企業。該公司在上海市宝山区罗泾地区設有上港集团罗泾分公司。。

## 历史
前身为1950年10月6日成立的中央人民政府交通部上海区港务局，1956年9月更名为上海港务局。1986年5月，上海港实行交通部与上海市双重领导体制，上海港务管理局更名为上海港务局，属于政企合一机构。2003年1月，上海港实施“政企分开”，上海港务局剥离行政管理职能，整建制改制为上海國際港務（集團）有限公司，2005年5月改制为中外合资股份有限公司，更名为上海國際港務（集團）股份有限公司。2006年10月，上港集团换股吸收合并上海港集装箱股份有限公司，於上海證券交易所上市。
公司主業從事上海港港口集裝箱、大宗散貨和雜貨的裝卸，以及引航、駁運、倉儲、船貨代理和集卡運輸等業務。
2020年，上港集团成立了哪吒港航智慧科技（上海）有限公司，这是上海首家以新设方式成立的科技类混改企业。2021年9月1日11时25分，上港集团以色列海法新港正式开港。上港集团于2015年从多家国际竞争者中脱颖而出，获得了海法新港码头运营权，2018年正式启动港口建设工程。